# 謝雪心
謝雪心（1951年11月1日—），本名孔令馥，人稱心姐，香港女性粵劇及影視演員。1962年，時年11歲的謝雪心成為粵劇名伶任劍輝及白雪仙的門徒，後於1964年加入雛鳳鳴劇團，為1990年代當紅粵劇花旦，曾應邀參與香港華仁書院創辦的英語粵劇演出。影視事業方面，謝雪心1979年加入無綫電視，1990年代末曾經是亞洲電視女藝員之一，2008年重返無綫電視成為基本藝人合約藝員，曾獲得《萬千星輝頒獎典禮2009》的「最佳女配角」獎項及《亞洲電視大獎2010》的「最佳連續劇女配角」獎項。

## 簡歷

### 早年經歷
謝雪心生於小康之家，祖籍山東省曲阜，籍貫廣東省中山，父親孔仲葵為中山籍東方冬泳團游泳選手，亦是一名教師，母親為順德人。她是孔子第76代後人，為孔子世家「令」字輩。自小在父母的薰陶下對粵劇產生興趣，因體弱而習泳，最擅長背泳。她在1957年至1959年已經參加由香港舉辦的渡海泳，1967年四度參與其中，憑著她的背泳曾經奪得多項游泳獎牌。謝在初中畢業後加入雛鳳鳴劇團；同時於當時上午補習國文科。下午到劇團接受訓練，晚上轉到易通英文專修學校補習英文科。

### 演藝經歷
1960年代於任職新聯影業電影公司監製的叔公孔強推薦下拍攝《七小福》及《殘月離魂》等電影，從而成為童星及香港粵劇界演員。1962年，11歲的謝雪心（當年本名孔令馥）因在一次的籌款中客串演出而獲任劍輝及白雪仙賞識，從而在1964年成為他們的門徒及加入他們所組織的雛鳳鳴劇團，更是最後一名加入劇團的新小師妹，並視兩位師父為粵劇伯樂。起初因平子喉而兼習生旦，直到演出《幻覺離恨天》才奠定成為旦角。其後師父白雪仙將「孔令馥」轉用藝名是「謝雪心」。謝雪心不明所以，後粵劇名伶譚蘭卿向謝雪心告知藝名意思為「感謝白雪仙栽培的用心」，遂使她深愛此藝名並沿用至今。1970年代經電視界好友推介而加入無綫電視安排報導節目預告，而當時月薪只得60元港幣。其後與韓馬利、容茱迪每人負責一晚的預告。
1990年代末開始往電視界發展。於1996年加入亞洲電視，拍攝首部劇集《親親，親人》，當時亞視董事長林百欣曾譽謝雪心為「亞視汪明荃」。所參與亞視的劇集多不勝數，期間更有許多角色深入民心，她的演繹風格更大獲好評。
2008年重返無綫電視。首部參演電視劇為《巾幗梟雄》，更憑藉該劇陰險毒辣的殷鳳儀（大奶奶）一角榮獲《萬千星輝頒獎典禮2009》「最佳女配角」，也是首位由亞視重返無綫參與第一套電視劇後即時奪得無綫獎項的藝員。同年加入《畢打自己人》劇組，飾演毛舜筠母親周鳳儀一角。另外在宮廷鬥爭電視劇《宮心計》中所飾演的威霸全場，氣勢高超，仗勢欺人；語句字字鏗鏘的郭太皇太后一角榮奪《第十五屆亞洲電視大獎》「最佳連續劇女配角」。
其後也參演不少經典劇集，演技受人肯定，如《巾幗梟雄之義海豪情》的鄭朗喜（喜姐）、《結·分@謊情式》的李佳芳、《法外風雲》的鳳于飛以及以及《降魔的》的梁晶晶等，所參演劇集的角色為反派之多並憑籍著「大奶奶」、「太皇太后」、「喜姐」、「宋太」等角色而深入民心。謝雪心亦偶爾演出電影，間中參演舞台劇。
2013年在法律界電視劇《法外風雲》中飾演愛子深切的闊太宋鳳于飛一角，由於在第21集中因親子宋家耀（王浩信 飾演）吸毒泛濫，常日遊手好閒，吃喝玩樂以致母親鳳于飛（謝雪心 飾演）怒摑親子23巴，再次贏來不少好評，自此王浩信更被網民封為「兜巴信」。
2014年在時裝愛情劇《載得有情人》中再次飾演愛子深切的二太太顧淑賢一角，劇中與韓馬利的對手戲備受觀眾矚目，更引來不少好評。此外，她尖酸刻薄的演技被該劇監製方駿釗大贊。其後在《宦海奇官》再度飾演「大奶奶」的角色，而被冠稱為「大奶奶代言人」。2015年謝雪心憑籍《張保仔》慈母「淳貴妃」一角相隔六年後再度於《萬千星輝頒獎典禮2015》榮獲提名「最佳女配角」，2017年在無線電視50週年台慶劇之一《降魔的》飾演神婆“梁晶晶”一角，深受觀眾喜歡，更憑藉劇中角色提名《萬千星輝頒獎典禮2017》的“最佳女配角”和“最受歡迎電視女角色”兩個重要獎項，2018年在大型古裝劇《宮心計2深宮計》飾演一局四司之首尚宮“章瓊香”演技出色，再度提名為《萬千星輝頒獎典禮2018》“最佳女配角”獎項。
2023年7月30日，謝雪心於香港會議展覽中心出席香港動漫電玩節2023，並Cosplay動作角色扮演遊戲《原神》角色「達達利亞」，以粵劇出場形式手持道具武器現身，且為「動漫Cosplay大賽」頒獎典禮擔任頒獎嘉賓，獲現場出席人士報以掌聲及歡呼聲。
2023年謝雪心憑籍《灵戏逼人》剧中精湛演出，五度提名為《萬千星輝頒獎典禮2023》“最佳女配角”獎項。

## 軼聞
1985年，熟諳水性的謝雪心響應世界宣明會賑濟埃塞俄比亞的「自我拯救」籌募活動，在泳池進行水中脫困挑戰，當時無綫電視節目《體育世界》播映了其挑戰過程。其女兒陳嘉穎當時8歲，在場為母親打氣，亦接受了該節目訪問。

## 演出作品

### 電視劇（無綫電視）
| 翡翠台首播                    | 劇名               | 角色                 | 角色性質   |
| 2009年                        |                    |                      |            |
| 4月27日－5月29日              | 巾幗梟雄           | 殷鳳儀（大奶奶）     | 第三女主角 |
| 2008年10月20日－2010年2月12日 | 畢打自己人         | 周鳳儀（Mrs. Brown） | 女配角     |
| 10月19日－11月29日            | 宮心計             | 郭太后（太皇太后）   | 女配角     |
| 2010年                        |                    |                      |            |
| 8月23日－10月3日              | 公主嫁到           | 崔太妃               | 女配角     |
| 10月4日－10月29日             | 讀心神探           | 鍾秀嫻               | 第三女主角 |
| 10月18日－11月28日            | 巾幗梟雄之義海豪情 | 鄭朗喜（喜姐）       | 第四女主角 |
| 2011年                        |                    |                      |            |
| 2月21日－4月2日               | Only You 只有您    | 鄧彩嬌（香太）       | 單元女主角 |
| 10月31日－2012年5月13日       | 結·分@謊情式       | 李佳芳               | 第四女主角 |
| 2012年                        |                    |                      |            |
| 3月19日－4月13日              | 當旺爸爸           | 畢美儀               | 特別演出   |
| 2013年                        |                    |                      |            |
| 2012年12月18日－2013年1月11日 | 幸福摩天輪         | 唐碧曌               | 單元女主角 |
| 2月1日－3月6日                | 戀愛星求人         | 車李歌芙             | 第四女主角 |
| 2月11日－3月8日               | 戀愛季節           | 趙淑卿               | 女配角     |
| 5月13日－6月14日              | 情越海岸線         | 葉詠珊               | 女配角     |
| 9月23日－11月2日              | 巨輪               | 劉麗娟（二姨太）     | 女配角     |
| 10月14日－11月24日            | 法外風雲           | 鳳於飛（宋太）       | 第四女主角 |
| 2014年                        |                    |                      |            |
| 8月11日－9月5日               | 載得有情人         | 顧淑賢（二太太）     | 第三女主角 |
| 9月8日－10月17日              | 大藥坊             | 余秀梅               | 第三女主角 |
| 12月29日－2015年1月23日       | 宦海奇官           | 唐婉貞               | 第四女主角 |
| 2015年                        |                    |                      |            |
| 1月12日－2月6日               | 師奶MADAM          | 胡 蝶（Butterfly）   | 女配角     |
| 3月2日－3月27日               | 天眼               | 郭凱瑤               | 女配角     |
| 3月30日－4月26日              | 水髮胭脂           | 溫雪艷               | 女配角     |
| 9月21日－10月23日             | 張保仔             | 淳貴妃／葉詠珊       | 女配角     |
| 2016年                        |                    |                      |            |
| 1月11日－2月5日               | 愛情食物鏈         | 魯竇靜樂（Jeana）    | 女配角     |
| 8月29日－10月23日             | 巨輪II             | 劉麗娟               | 客串演出   |
| 11月20日－12月17日            | 致命復活           | 馬慧琪               | 女配角     |
| 12月19日－2017年1月15日       | 巾幗梟雄之諜血長天 | 佟小蘭               | 女配角     |
| 2017年                        |                    |                      |            |
| 6月19日－7月23日              | 賭城群英會         | OK媽                 | 特别演出   |
| 10月30日－11月26日            | 降魔的             | 梁晶晶               | 第三女主角 |
| 2018年                        |                    |                      |            |
| 5月21日－7月6日               | 宮心計2深宮計      | 章瓊香               | 女配角     |
| 10月8日－11月9日              | 跳躍生命線         | 卓湛小蝶             | 女配角     |
| 2019年                        |                    |                      |            |
| 1月14日－2月23日              | 荷里活有個大老千   | 賀 太                | 客串演出   |
| 7月22日－8月30日              | 包青天再起風雲     | 談懷谷               | 單元女主角 |
| 2020年                        |                    |                      |            |
| 2月17日－3月27日              | 法證先鋒IV         | 李 秋（秋姐）        | 女配角     |
| 5月4日－6月5日                | 降魔的2.0          | 梁晶晶 / 葉詠珊      | 女配角     |
| 2021年                        |                    |                      |            |
| 1月25日－3月5日               | 陀槍師姐2021       | 方陳彩鳳（彩鳳）     | 特別演出   |
| 2022年                        |                    |                      |            |
| 2021年12月27日－2022年1月7日  | 愛上我的衰神       | 龐楊嘉倩             | 第四女主角 |
| 2023年                        |                    |                      |            |
| 4月10日－5月12日              | 法言人             | 萬麗華（Mary）       | 女配角     |
| 7月3日－7月28日               | 靈戲逼人           | 于 明／花劍秋        | 女配角     |
| 9月11日－10月13日             | 你好，我的大夫     | 林杏湖               | 女配角     |
| 2024年                        |                    |                      |            |
| 4月1日－5月10日               | 逆天奇案2          | 馬芬芳               | 女配角     |
| 10月21日－11月22日            | 巾幗梟雄之懸崖     | 朱 薇（薇姨）        | 女配角     |
| 2025年                        |                    |                      |            |
| 5月19日-6月20日               | 刑偵12             | 王珊珊               | 客串演出   |
| 未播映                        |                    |                      |            |
|                               | 巨塔之後           |                      |            |
|                               | 模仿人生           |                      |            |

### 電視劇（亞洲電視）
| 首播   | 劇名           | 角色             |
| 1996年 | 親親，親人     | 李義娥           |
| 1997年 | 97變色龍       | 藍碧梅（昌嫂）   |
| 1997年 | 我來自潮州     | 潘玉婷           |
| 1998年 | 流氓·律師      | 梁秀芝           |
| 1998年 | 呆佬賀壽       | 賀家老太         |
| 1998年 | 我來自廣州     | 小宇母（客串）   |
| 1998年 | 曲終情未了     | 尤菲菲           |
| 1998年 | 縱橫四海       | 莫惠萍           |
| 1999年 | 英雄之廣東十虎 | 蘇夫人（客串）   |
| 1999年 | 南海十三郎     | 三 媽            |
| 2000年 | 影城大亨       | 祥 母（客串）    |
| 2000年 | 世紀之戰       | 林教授（客串）   |
| 2000年 | 香港一家人     | 崔太太（客串）   |
| 2001年 | 電視風雲       | 邱楊玉儀（客串） |
| 2001年 | 騷東坡         | 葛如霜（客串）   |
| 2001年 | 祖先開眼       | 岑寶如           |
| 2001年 | 大地遺孤       |                  |
| 2002年 | 有求必應       | 魯 太（客串）    |
| 2002年 | 伴我同行       | 小瓊母           |
| 2002年 | 吉祥任務       | 游翠影／余鳳霞   |
| 2003年 | 女俠丁叮噹     | 明朝太后         |
| 2003年 | 萬家燈火       | 楊翠珊           |
| 2004年 | 媽媽我真的愛你 | 正 母（客串）    |
| 2004年 | 愛在有情天     | 戚綺花           |
| 2004年 | 8號巴士站站情  | 蔣璫家           |
| 2004年 | 爸爸兩邊走     | 曾梁淑怡         |
| 2005年 | 爸爸向前走     | 曾梁淑怡         |
| 2006年 | 情陷夜中環2    | 周慧清           |

### 電視劇（創世電視）
| 年代   | 劇名     | 角色           |
| 2002年 | 天使家族 | Susan          |
| 2003年 | 亞洲英雄 | 梁小冰角色之母 |

### 電視劇（香港電台）
| 年代   | 劇名                | 角色   |
| 1997年 | 法門： 夢醒時       | 朱太太 |
| 2022年 | 獅子山下 - 我們之間 | 麗姐   |

### 短剧（中国大陆）
| 年代   | 劇名     | 角色 |
| 2025年 | 邑城風雲 |      |

### 電影
| 年代   | 片名                | 角色              |
| 1999年 | 愛情夢幻號          | 劉德華&何嘉莉之母 |
| 2001年 | 蘋果咬一口          | 陳曉東之母        |
| 2003年 | 非典人生            | 楊恭如之母        |
| 2005年 | 妃子笑              | 欣嬤嬤            |
| 2007年 | 跟蹤                | 黑幫夫人          |
| 2007年 | 校墓處              | 方萍              |
| 2008年 | 助念新星            | 心姐              |
| 2009年 | 鬼計                | 曾國祥之母        |
| 2011年 | 我愛HK開心萬歲      | 87年時代的街坊    |
| 2011年 | 勁抽福祿壽          | 评判              |
| 2012年 | 2012我愛HK 喜上加囍 | 市民              |
| 2013年 | 2013我愛HK 恭喜發財 | 街坊              |
| 2015年 | 十月初五的月光      |                   |
| 2015年 | 陀地驅魔人          | 红姑              |
| 未上映 | 驱魔龙族马小玲      | 金姐              |

### 主持節目（無綫電視）
- 1980年：K-100（客席主持）
- 1987年：歡樂滿東華
- 1989年：放眼香港
- 1992年：翡翠歌星賀台慶
- 2009年：世界文化遺產III（第12集－14集聲音導航）
- 2023年：新春開運王

### 主持節目（亞洲電視）
- 2002年：女人龍門陣
- 2002年－2007年：下午麼麼茶
- 2003年：下一站尖沙咀
- 2004年：開心大發現
- 2004年：雅典奧運（游泳項目評述員）
- 2005年：全日本爭霸大攻略

### 綜藝節目（無綫電視）
- 1985年－1986年、1990年：歡樂今宵[27][28][29]
- 1987年：歡樂滿東華1987
- 1991年：華東水災籌款之夜[30]
- 1991年：歡樂滿東華1991[31]
- 1995年：翡翠粵劇團 金鑽群星帝女花
- 2009年：掌故王
- 2009年：星星同學會
- 2009年：都市閒情
- 2009年：美女廚房（巾幗梟雄特別版）
- 2009年：至8女人心
- 2009年：明愛暖萬心
- 2009年：千奇百趣
- 2009年：無線劇集經典台群星匯
- 2009年：萬千星輝賀台慶2009
- 2009年：無綫42週年台慶亮燈
- 2009年：萬千星輝頒獎典禮2009
- 2009年：歡樂滿東華2009
- 2009年：正識第一
- 2009年：TVB 09冬至聖誕聯歡晚宴
- 2009年：霎時感動
- 2009年：星光熠熠耀保良2009
- 2010年：虎虎生威賀新歲
- 2010年：都市閒情之金虎賀壽慶開年
- 2010年：超級遊戲獎門人
- 2010年：東張西望之-新年與珈潁煮素盤菜
- 2010年：民峰學院
- 2010年：都市閒情
- 2010年：上海世博最知味拍攝
- 2010年：TVB周刊母親至愛品牌頒獎禮2010暨午餐聚會
- 2010年：今日VIP
- 2010年：慈善星輝仁濟夜
- 2010年：善心滿載仁愛堂
- 2010年：志雲飯局
- 2010年：萬千星輝賀台慶2010
- 2010年：歡樂滿東華2010
- 2011年：更上一層樓
- 2011年：知法守法
- 2011年：寵愛有家
- 2012年：玩轉三周1/2
- 2012年：兄弟幫
- 2012年：700萬人的數字
- 2013年：反斗紅星放暑假
- 2013年：吾淑吾食
- 2013年：超級無敵獎門人 終極篇
- 2015年：博愛歡樂傳萬家
- 2015年：超強選擇1分鐘
- 2016年：Sunday好戲王
- 2016年：湊仔攻略
- 2018年：降魔的 捉妖遊戲
- 2018年：TVB 50+1周年再出發
- 2019年：金豬耀保良2019
- 2019年：BB要健康
- 2019年：跨跨跨世代
- 2020年：新春開運王#天天開運王
- 2020年：保良愛心慶新春2020
- 2020年：流行經典50年
- 2022年：新春開運王
- 2023年：阮兆輝演藝70樂今宵
- 2024年：博愛歡樂傳萬家[32]

### 綜藝節目（亞洲電視）
- 1996年：亞視台慶夜-七艷之一
- 1996年：菩提仁美顯愛心
- 1997年：今日睇真D
- 1998年：長江賑災籌款夜
- 1999年：縱橫四海之餘情未了
- 1999年：女人．COME
- 2000年：廣東亞視演藝專修學院開幕典禮
- 2000年：亞視賽馬盃
- 2001年：新春拜年-給蛇年出生人士
- 2001年：百萬富翁家庭版試考官
- 2001年：娛樂速遞
- 2001年：媽媽伴我行
- 2001年：超級經理人之女優選拔賽
- 2002年：亞視新年特備節目-豐衣足食
- 2002年：伴我同行齊唱聚[33]
- 2002年：亞視百萬行
- 2003年：羊羊得意話新春
- 2004年：金猴賀歲慶新春
- 2004年：《勢在亞洲》節目巡禮
- 2004年：香港電台製作-話說梨園
- 2005年：粵港一家親
- 2005年：亞視百萬行
- 2006年：亞視百萬行
- 2007年：豬年吉祥賀新春
- 2008年：話說梨園2008
- 2008年：悠悠粵韻揚善心

### 舞台劇
- 1996年：虎度門 飾 冷劍心
- 1999年：誰遣香茶挽夢回（首場演出嘉賓，汪明荃主演）
- 2000年：美狄亞 飾 美狄亞
- 2007年：王子復仇記 飾 皇后
- 2011年：小人國3之小人三國
- 2015年：大帽山自梳女鬼

### 電影短片
- 2007年：大紅袍 飾 阿詩之母（收錄于何韻詩 Small Matters 音樂錄像故事）

### 音樂影片
- 2007年：《大紅袍》 - 何韻詩

### 廣播劇
- 2004年：香港電台《蕭月白》（页面存档备份，存于） 飾 花飄零

## 廣告
- 1997年：繽紛好玩樟木頭（電視廣告特輯）
- 1999年：中山雍景園（電視廣告特輯）
- 2004年：日之泉蒸餾水－奧運版（電視廣告）
- 2005年：醫之選（電視廣告特輯）
- 2009年：衍生行 靈芝胞子（平面廣告）
- 2009年：PCCW EYE2（電視及網上廣告）
- 2009年：紋即清精華霜（平面廣告）
- 2009年：骨美健 防骨質疏鬆藥丸（電視及平面廣告）
- 2009年：Megabox 聖誕 shopping 至紅點（電視廣告）
- 2010年：奧斯卡美容健美中心「白之魅力」美白（平面廣告）
- 2010年：Homey 電器系列（電視及平面廣告）
- 2010年：MegaBox 聖誕雪國之旅（電視廣告）
- 2012年：通訊事務管理局 廣播及電訊投訴（電視廣告）
- 2016年：香港交通安全會 香港交通安全隊（電視廣告、硬照性質）
- 2023年：2023年香港區議會選舉（電視廣告、與尹光合作）[34]

## 其他
- 2000年：娛樂人生
- 2000年：明星台專訪
- 2001年：回到夢工場（香港電台）
- 2007年：國際婦女協會和諧之星委任典禮-獲頒「和諧之星」
- 2008年：警訊-以「西九龍總區交通交全大使總監」身份獲邀演出
- 2009年：三週刊優質生活之星頒獎典禮-獲頒「優質生活之星2009」
- 2009年：喜運佳剪綵活動
- 2009年：傑出仁愛之星頒獎典禮-更以代言人身份為衍生行有限公司接受「傑出仁愛品牌大獎」
- 2009年：Astro On Demand 馬來西亞會觀眾+電台專訪
- 2009年：邊個夠我查篤橕（3次專訪）（新城電台）
- 2010年：仁愛堂賀年糕品慈善義賣—獲委任「仁愛之星」
- 2010年：全城清潔運動—獲委任「清潔大使」
- 2010年：特備賀年節目「香江萬家喜迎春」
- 2010年：仁愛堂第30至31屆董事局交代晚宴—獲委任「2010-2011年度仁愛大使」
- 2010年：港台「光輝歲月流金頌」活動
- 2010年：金曲娛樂真經典演唱會2010
- 2010年：傑出演藝仁濟夜晚宴
- 2010年：《光輝歲月流金頌》閉幕禮
- 2010年：西九龍交通安全大使道路安全開展禮—西九龍交通安全宣傳
- 2010年：尹光霹靂開心爆笑演唱會2010
- 2010年：動物愛心大使委任儀式
- 2010年：《第八屆明火食神爭霸戰》名人賽

## 獎項

### 萬千星輝頒獎典禮
| 年份   | 獎項               | 劇集          | 角色             | 結果 |
| ------ | ------------------ | ------------- | ---------------- | ---- |
| 2009年 | 最佳女配角         | 巾幗梟雄      | 殷鳳儀（大奶奶） | 獲獎 |
| 2015年 | 最佳女配角         | 張保仔        | 淳貴妃           | 提名 |
| 2017年 | 最佳女配角         | 降魔的        | 梁晶晶           | 提名 |
| 2017年 | 最受歡迎電視女角色 | 降魔的        | 梁晶晶           | 提名 |
| 2018年 | 最佳女配角         | 宮心計2深宮計 | 章瓊香           | 提名 |
| 2023年 | 最佳女配角         | 灵戏逼人      | 于明／花剑秋     | 提名 |

### 其他獎項
| 年份   | 獎項                                                                                 |
| ------ | ------------------------------------------------------------------------------------ |
| 1958年 | 全港公開渡海泳兒童組完成賽事                                                         |
| 1967年 | 香港100米背泳比賽冠軍                                                                |
| 1967年 | 吐露港游泳馬拉松季軍                                                                 |
| 1967年 | 港澳埠際女子自由四式游泳比賽冠軍                                                     |
| 1968年 | 香港渡海泳第五名                                                                     |
| 1996年 | 香港藝術家年獎－冷劍心（虎度門）                                                     |
| 1996年 | 跨演藝媒介傑出表現獎                                                                 |
| 2000年 | 第十屆香港舞臺劇「最佳女主角」美狄亞                                                 |
| 2008年 | 《大紅袍》入選2008年鹿特丹國際電影節，獲義大利「最佳劇情短片獎」                     |
| 2008年 | 《三周刊》優質生活之星2009                                                           |
| 2010年 | 《三周刊》我最喜愛媽媽大獎                                                           |
| 2010年 | 壹電視大獎十大電視藝人：第九位（入圍作品三部：《巾幗梟雄》《宮心計》《畢打自己人》） |
| 2010年 | 傑出愛心演藝人大獎                                                                   |
| 2010年 | 《壹周刊》十大健康之星2010──犀烏牌有機瑪黛茶良茶保健之星                             |
| 2010年 | 新加坡亞洲電視大獎「最佳連續劇女配角」（《宮心計》郭太后）                           |

## 相關人物
- 孔子
- 孔令奇

## 資料來源
1. ↑  .   [2020-02-24]. （原始内容存档于2020-02-24）.
2. 1 2 3 4 5 6  . 工商晚報. 1967-10-16: 8  [2020-03-25]. （原始内容存档于2020-06-04）.
3. ↑  . 壹週刊. 2018-07-08  [2020-03-25]. （原始内容存档于2020-03-25）.
4. ↑  . 謝雪心Susan_Tse 微博. 2013-11-01  [2020-03-25]. （原始内容存档于2020-06-04）.
5. ↑  . 工商晚報. 1968-07-25: 8  [2020-03-25].
6. ↑  . 明報. 4月3日  [2018-07-06]. （原始内容存档于2018-07-06）.
7. ↑  .   [2020-04-18]. （原始内容存档于2020-04-18）.
8. ↑  .   [2020-04-18]. （原始内容存档于2020-04-18）.
9. ↑  .   [2020-04-16]. （原始内容存档于2020-04-18）.
10. 1 2   (PDF). 香港藝術發展局. 2021  [2023-08-20]. （原始内容存档 (PDF)于2022-10-29）.
11. ↑  .   [2019-09-24]. （原始内容存档于2019-09-24）.
12. ↑  許淑美、柯穎霖、林可欣. . 香港: 星島日報. 2011年3月: 第59頁. ISBN 9789626728970 （中文）.
13. ↑  . 香港華僑日報. 1957-10-07: 8  [2020-03-25].
14. ↑  . 工商晚報. 1958-10-26: 8  [2020-03-25].
15. ↑  . 工商日報. 1959-06-15: 8  [2020-03-25]. （原始内容存档于2020-06-04）.
16. ↑  .   [2013-11-23]. （原始内容存档于2014-05-23）.
17. ↑  . 大公報. 8月23日  [2018-07-06]. （原始内容存档于2018-07-06）.
18. ↑  . YouTube. 東網. 2021-02-26  [2023-02-20]. （原始内容存档于2023-04-19）.
19. ↑  .   [2020-04-17]. （原始内容存档于2020-04-18）.
20. ↑  .   [2013-03-30]. （原始内容存档于2013-11-12）.
21. ↑  .   [2013-03-30]. （原始内容存档于2013-11-12）.
22. ↑  .   [2013-11-23]. （原始内容存档于2013-11-15）.
23. ↑  .   [2013-11-23]. （原始内容存档于2014-03-14）.
24. ↑  . YouTube. am730. 2023-07-30  [2023-07-30]. （原始内容存档于2023-07-30）.
25. ↑  . am730. 2023-07-30  [2023-07-30]. （原始内容存档于2023-07-30）.
26. ↑  . 華僑日報. 1985-04-21  [2023-01-28].
27. ↑  牡丹亭驚夢之幽媾（上）（謝雪心、吳仟峰）- myTV SUPER[]
28. ↑  牡丹亭驚夢之幽媾（下）（謝雪心、吳仟峰）- myTV SUPER[]
29. ↑  梁祝恨史之十八相送（謝雪心、吳仟峰）- myTV SUPER[]
30. ↑  風流天子（麥嘉、謝雪心）- myTV SUPER[]
31. ↑  胡不歸之慰妻（謝雪心、伍艷紅）- myTV SUPER[]
32. ↑  . 星島網. 2024-02-26  [2024-02-29]. （原始内容存档于2024-02-29） （中文（繁體））.
33. ↑  .   [2020-04-18]. （原始内容存档于2020-04-18）.
34. ↑  .   [2023-11-16]. （原始内容存档于2023-12-01）.

## 外部連結
- 謝雪心的Facebook專頁
- 謝雪心的Instagram帳戶
- 謝雪心的新浪微博
- 謝雪心 TVB Blog（页面存档备份，存于）